# Telodorcus lachnosternus
Telodorcus lachnosternus es una especie de coleóptero de la familia Lucanidae. La especie fue descrita científicamente por Melchior de Lisle en 1972.

## Subespecies
- Telodorcus lachnosternus lachnosternus (De Lisle, 1972)

= Serrognathus lachnosternus De Lisle, 1972
- Telodorcus lachnosternus lumawigorum (Arnaud y Lacloix, 1991)

= Serrognathus lumawigorum Arnaud y Lacloix, 1991

## Distribución geográfica
Habita en Filipinas; Telodorcus lachnosternus lachnosternus en Panay y Negros, y Telodorcus lachnosternus lumawigorum en Luzón.